# SKS Bałtyk Gdynia
Le SKS Bałtyk Gdynia est un club de football polonais basé à Gdynia.

## Historique
- 1930 : fondation du club sous le nom de Bałtyk Gdynia
- 1934 : le club est renommé RKS Bałtyk Gdynia
- 1949 : le club est renommé KS Stal Gdynia
- 1956 : le club est renommé AKS Bałtyk Gdynia
- 1967 : le club est renommé RKS Bałtyk Gdynia
- 1980 : le club est renommé SKS Bałtyk Gdynia
- 1996 : le club est renommé SS Bałtyk Gdynia
- 1997 : le club est renommé KP Bałtyk Gdynia
- 2004 : le club est renommé SKS Bałtyk Gdynia